# Santísimo Nombre de Jesús (título cardenalicio)
El diaconía cardenalicia de Santísimo Nombre de Jesús (en italiano: Santissimo Nome di Gesù) fue creada por el Papa Pablo VI el 5 de febrero de 1965 con la constitución apostólica Quod ex antiquitate.

## Titulares
- Michele Pellegrino, título pro illa vice (1967-1986)
- Eduardo Martínez Somalo (1988-1999); título pro hac vice (1999-2021)
- Gianfranco Ghirlanda, S.J. (27 de agosto de 2022)